# ماری آساتو
ماری آساتو (انگلیسی: Mari Asato؛ زادهٔ ۱۴ مارس ۱۹۷۶) کارگردان فیلم، و فیلم‌نامه‌نویس اهل ژاپن است. وی از سال ۱۹۹۹ میلادی تاکنون مشغول فعالیت بوده‌است.